# スッティサーン駅
スッティサーン駅（スッティサーンえき、タイ語:สถานีสุทธิสาร）は、タイ王国のバンコク都フワイクワーン区にある、バンコク・メトロの駅である。駅番号は「BL17」。ラチャダーピセーク通りにある。

## 歴史
- 2004年7月3日 【開業】ブルーライン（フワランポーン - バーンスー） (20.8km)

## 駅構造
フルスクリーンタイプのホームドア付き島式ホーム1面2線の地下駅である。

### 駅階層
| 地面    | 出入口                                             | ラチャダーピセーク通り                                      |
| 地下1階 | コンコース階                                       | コンコース、自動券売機、自動改札口、ATM                     |
| 地下1階 | コンコース階                                       |                                                             |
| 地下2階 | 1番線・上り■ブルーライン                           | →フワイクワーン・スクムウィット・フワランポーン方面         |
| 地下2階 | 島式ホーム（フルスクリーンタイプのホームドアあり） |                                                             |
| 地下2階 | 2番線・下り■ブルーライン                           | ←ラッチャダーピセーク・チャトゥチャック公園・バーンスー方面 |